# 3186 Мануїлова
3186 Мануїлова (3186 Manuilova) — астероїд головного поясу, відкритий 22 вересня 1973 року.
Тіссеранів параметр щодо Юпітера — 3,196.